# Séverine Beltrame
Séverine Beltrame (* 14. August 1979 in Montpellier) ist eine ehemalige französische Tennisspielerin. Bis zu ihrer Scheidung im Jahr 2011 trat sie unter dem Namen Brémond Beltrame an.

## Karriere
Beltrame konnte in ihrer Karriere auf der WTA Tour keinen Turniersieg verbuchen. Auf dem ITF Women’s Circuit hingegen gewann sie insgesamt acht Einzel- und zehn Doppeltitel.
Am 5. Februar 2007 erreichte sie mit Rang 34 ihre höchste Platzierung in der WTA-Weltrangliste. Ihr bestes Abschneiden bei einem Grand-Slam-Turnier gelang ihr 2006 mit dem Einzug ins Viertelfinale von Wimbledon.
Zwischen 2005 und 2009 bestritt sie insgesamt fünf Partien (zwei Siege) für die französische Fed-Cup-Mannschaft.
Im Mai 2013 gab Séverine Beltrame ihr Karriereende bekannt. Dennoch trat sie in Wimbledon noch einmal zur Qualifikation für den Doppelwettbewerb an, schied dann allerdings mit ihrer Landsfrau Laura Thorpe gleich in der ersten Runde aus. Es war ihr letztes Match auf der Profitour.

## Turniersiege

### Einzel
| Nr. | Datum          | Turnier                 | Kategorie   | Belag     | Finalgegnerin       | Ergebnis      |
| --- | -------------- | ----------------------- | ----------- | --------- | ------------------- | ------------- |
| 1.  | Juni 2001      | Canet-en-Roussillon     | ITF $10.000 | Sand      | Séverine Arpajou    | 3:6, 6:3, 6:4 |
| 2.  | Juli 2001      | Périgueux               | ITF $10.000 | Sand      | Daniela Olivera     | 6:4, 6:1      |
| 3.  | September 2003 | Sofia                   | ITF $25.000 | Sand      | Patricia Wartusch   | 6:3, 6:4      |
| 4.  | Oktober 2003   | Porto                   | ITF $25.000 | Sand      | Sybille Bammer      | 6:2, 6:3      |
| 5.  | Mai 2004       | Cagnes-sur-Mer          | ITF $75.000 | Sand      | Anna-Lena Grönefeld | 6:4, 6:4      |
| 6.  | Juni 2011      | Périgueux               | ITF $25.000 | Sand      | Audrey Bergot       | 6:4, 6:2      |
| 7.  | Juni 2012      | Montpellier             | ITF $25.000 | Sand      | Catalina Castaño    | 6:2, 7:64     |
| 8.  | Juli 2012      | Les Contamines-Montjoie | ITF $25.000 | Hartplatz | Tereza Mrdeža       | 6:2, 6:2      |

### Doppel
| Nr. | Datum          | Turnier        | Kategorie    | Belag     | Partnerin             | Finalgegnerinnen                    | Ergebnis         |
| --- | -------------- | -------------- | ------------ | --------- | --------------------- | ----------------------------------- | ---------------- |
| 1.  | April 2000     | Talence        | ITF $10.000  | Hartplatz | Samantha Schoeffel    | Aurore Desert Magali Lamarre        | 6:2, 6:2         |
| 2.  | Februar 2002   | Vale do Lobo   | ITF $10.000  | Hartplatz | Amandine Dulon        | Anna Floris Giulia Meruzzi          | 7:63, 6:2        |
| 3.  | Januar 2003    | Grenoble       | ITF $10.000  | Hartplatz | Amandine Dulon        | Leslie Butkiewicz Kim Kilsdonk      | 5:7, 7:62, 7:64  |
| 4.  | Juli 2004      | Vittel         | ITF $50.000  | Sand      | Stéphanie Cohen-Aloro | Marija Golowisnina Maria Wolfbrandt | 6:1, 6:3         |
| 5.  | September 2009 | Saguenay       | ITF $50.000  | Hartplatz | Sofia Arvidsson       | Stéphanie Dubois Rebecca Marino     | 6:3, 6:1         |
| 6.  | Juni 2012      | Marseille      | ITF $100.000 | Sand      | Laura Thorpe          | Kristina Barrois Olha Sawtschuk     | 6:1, 6:4         |
| 7.  | Juni 2012      | Montpellier    | ITF $25.000  | Sand      | Laura Thorpe          | Mailen Auroux María Irigoyen        | 4:6, 6:4, [10:6] |
| 8.  | Juli 2012      | Biarritz       | ITF $100.000 | Sand      | Laura Thorpe          | Lara Arruabarrena Mónica Puig       | 6:2, 6:3         |
| 9.  | August 2012    | Charleroi      | ITF $25.000  | Sand      | Laura Thorpe          | Ilona Kremen Diāna Marcinkēviča     | 3:6, 6:4, [10:7] |
| 10. | Oktober 2012   | Joué-lès-Tours | ITF $50.000  | Hartplatz | Julie Coin            | Justyna Jegiołka Diāna Marcinkēviča | 7:5, 6:4         |

## Abschneiden bei Grand-Slam-Turnieren

### Einzel
| Turnier         | 2003 | 2004 | 2005 | 2006 | 2007 | 2008 | 2009 | 2010 | 2011 | 2012 | 2013 | Karriere |
| --------------- | ---- | ---- | ---- | ---- | ---- | ---- | ---- | ---- | ---- | ---- | ---- | -------- |
| Australian Open | —    | Q3   | 1    | 1    | 1    | 1    | 2    | Q1   | Q1   | —    | —    | 2        |
| French Open     | Q3   | 1    | 2    | 1    | 1    | 1    | 1    | Q1   | Q1   | —    | Q1   | 2        |
| Wimbledon       | Q2   | 1    | 2    | VF   | 2    | 1    | 1    | Q3   | —    | —    | —    | VF       |
| US Open         | Q1   | 2    | 1    | 2    | 2    | AF   | 1    | Q2   | —    | —    | —    | AF       |

Zeichenerklärung: S = Turniersieg; F, HF, VF, AF = Einzug ins Finale / Halbfinale / Viertelfinale / Achtelfinale; 1, 2, 3 = Ausscheiden in der 1. / 2. / 3. Hauptrunde; Q1, Q2, Q3 = Ausscheiden in der 1. / 2. / 3. Runde der Qualifikation; n. a. = nicht ausgetragen

### Doppel
| Turnier         | 2003 | 2004 | 2005 | 2006 | 2007 | 2008 | 2009 | 2010 | 2011 | 2012 | 2013 | Karriere |
| --------------- | ---- | ---- | ---- | ---- | ---- | ---- | ---- | ---- | ---- | ---- | ---- | -------- |
| Australian Open | —    | —    | —    | 2    | 2    | 1    | 1    | —    | —    | —    | —    | 2        |
| French Open     | 1    | 1    | 1    | 1    | 1    | 2    | 2    | 1    | —    | 1    | 2    | 2        |
| Wimbledon       | —    | —    | —    | —    | 1    | —    | —    | —    | —    | —    | —    | 1        |
| US Open         | —    | 1    | —    | 2    | 1    | —    | —    | —    | —    | —    | —    | 2        |